# Kłecko
Kłecko là một thị trấn thuộc huyện Gnieźnieński, tỉnh Wielkopolskie ở trung-tây Ba Lan. Thị trấn có diện tích 10 km². Đến ngày 1 tháng 1 năm 2011, dân số của thị trấn là 2632 người và mật độ 274 người/km².